# Wasserturm (Moosburg an der Isar)

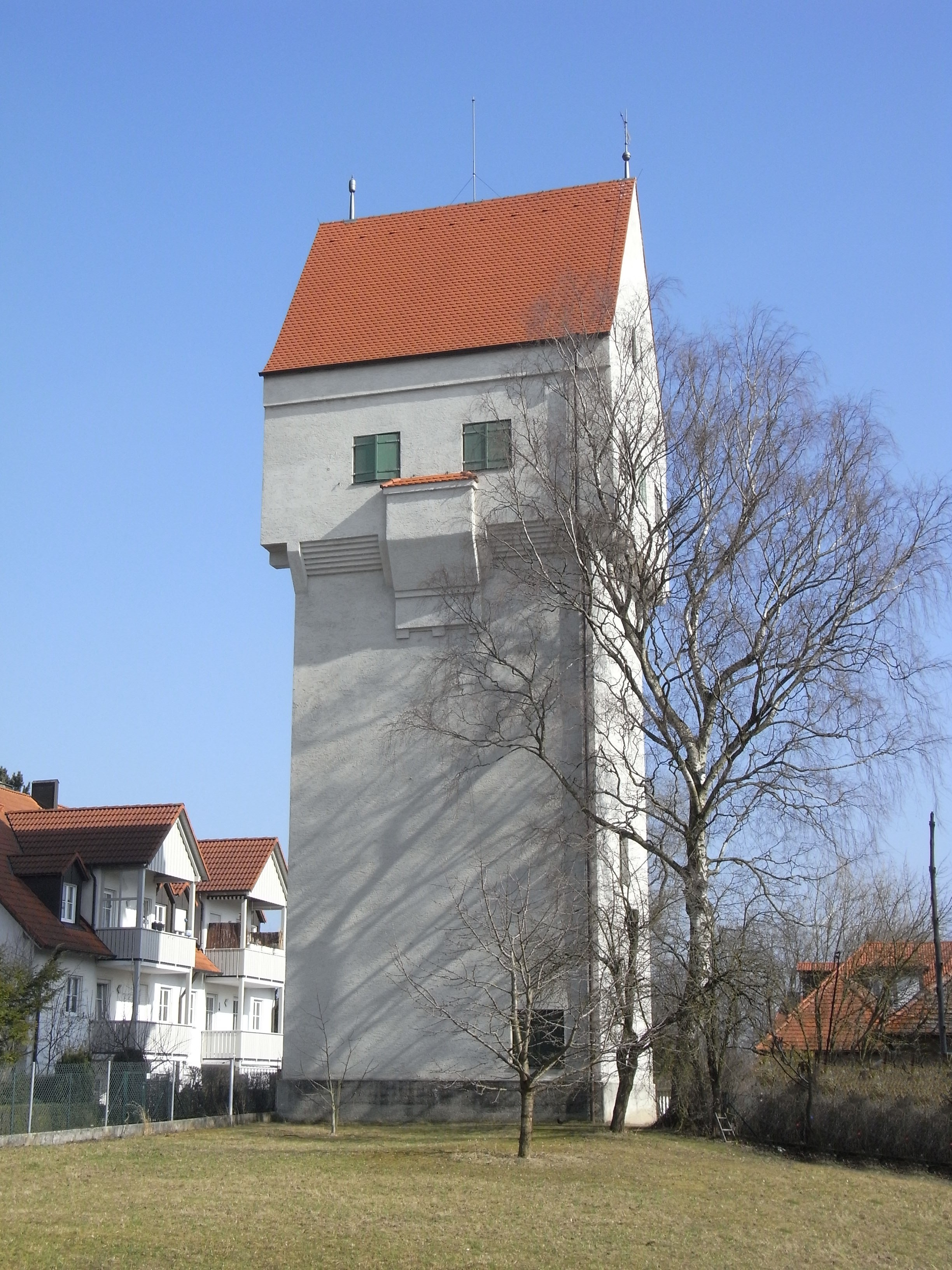
Ehemaliger Wasserturm in Moosburg an der Isar

Der Wasserturm in Moosburg an der Isar, einer Stadt im oberbayerischen Landkreis Freising, wurde in den Jahren 1910/11 errichtet. Der ehemalige Wasserturm an der Kolpingstraße 15 ist ein geschütztes Baudenkmal. 
Der Wasserturm mit Satteldach wurde in der Art eines mittelalterlichen Stadtturms erbaut.
Der Turm wird vom Deutschen Alpenverein als Kletterturm genutzt.